# Loana Lecomte
Loana Lecomte (8 d'agost de 1999) és una esportista francesa que competeix en ciclisme de muntanya en la disciplina de cross-country olímpic.
Va guanyar dues medalles en el Campionat Mundial de Ciclisme de Muntanya, or en 2020 i bronze en 2019, i una medalla de plata en el Campionat Europeu de Ciclisme de Muntanya de 2020.

## Medaller internacional
| Campionat del món | Campionat del món           | Campionat del món | Campionat del món                 |
| Any               | Lloc                        | Medalla           | Competició                        |
| ----------------- | --------------------------- | ----------------- | --------------------------------- |
| 2019              | Mont-Sainte-Anne (Canadà)   | 3                 | Cross-country olímpic per relleus |
| 2020              | Leogang (Àustria)           | 1                 | Cross-country olímpic per relleus |
| Campionat Europeu |                             |                   |                                   |
| Any               | Lloc                        | Medalla           | Competició                        |
| 2020              | Monteceneri (Suïssa Suïssa) | 2                 | Cross-country olímpic per relleus |